# Epsilonema cosmetocricum
Epsilonema cosmetocricum är en rundmaskart som först beskrevs av Steiner 1931.  Epsilonema cosmetocricum ingår i släktet Epsilonema och familjen Epsilonematidae. Inga underarter finns listade i Catalogue of Life.